# Jean Cabanis
Jean Louis Cabanis (Berlin, 1816. március 8. – Friedrichshagen, 1906. február 20.) német ornitológus. Zoológiai szakmunkákban nevének rövidítése: „Cabanis”.

## Élete
Berlinben született, s a szülővárosa egyetemén végezte egyetemi tanulmányait is, 1835–1839 közt. Ezt követően Észak-Amerikába utazott, ahonnan 1841-ben jelentős természettudományos gyűjteménnyel érkezett vissza. Hazatérése után a berlini egyetemi múzeumban kapott előbb asszisztensi, majd igazgatói állást, 1853-ban pedig megalapította a Journal für Ornithologie folyóiratot, amelynek ettől kezdve 41 éven keresztül szerkesztője is volt (leköszönése után a veje, Anton Reichenow vette át a szerkesztői feladatokat.
Cabanis után számos madárfajt neveztek el, ilyen például a Cabanis-sármány (Emberiza cabanisi), a fazekasmadár-félék családjába tartozó Synallaxis cabanisi (Cabanis' Spinetail), tangarafélék családjába tartozó Tangara cabanisi (Azure-rumped tangara), a Cabanis-bülbül (Phyllastrephus cabanisi) és az avarsármányok közé tartozó Melozone [biarcautum] cabanisi (Cabanis's Ground-Sparrow).

## Fordítás
- Ez a szócikk részben vagy egészben  a   Jean Cabanis című angol Wikipédia-szócikk fordításán alapul.  Az eredeti cikk szerkesztőit annak laptörténete sorolja fel. Ez a jelzés csupán a megfogalmazás eredetét és a szerzői jogokat jelzi, nem szolgál a cikkben szereplő információk forrásmegjelöléseként.